# Британские Виргинские Острова на летних Олимпийских играх 2016
Британские Виргинские Острова на летних Олимпийских играх 2016 года были представлены 4 спортсменами в 2 видах спорта. Впервые представители островного государства выступили в плавании. Ранее спортсмены выступали только в лёгкой атлетике и парусном спорте. Знаменосцем сборной Британских Виргинских Островов на церемонии открытия Игр стала участница крупнейших международных соревнований легкоатлетка Эшли Келли, а на церемонии закрытия флаг нёс волонтёр соревнований. По итогам соревнований сборная Британских Виргинских Островов, выступавшая на своих девятых летних Олимпийских играх, вновь осталась без медалей.

## Состав сборной
Лёгкая атлетика
1. Элдред Генри
2. Тахесия Харриган-Скотт
3. Эшли Келли

 Плавание
1. Элина Филлип

## Результаты соревнований

### Водные виды спорта

#### Плавание
В следующий раунд на каждой дистанции проходят спортсмены, показавшие лучший результат, независимо от места, занятого в своём заплыве.
Женщины
| Дистанция                | Спортсмены   | Предварительный раунд | Предварительный раунд | Предварительный раунд | Полуфинал | Полуфинал | Полуфинал | Финал     | Финал |
| Дистанция                | Спортсмены   | Заплыв                | Результат             | Место                 | Заплыв    | Результат | Место     | Результат | Место |
| ------------------------ | ------------ | --------------------- | --------------------- | --------------------- | --------- | --------- | --------- | --------- | ----- |
| 50 метров вольным стилем | Элина Филлип |                       |                       |                       |           |           |           |           |       |

### Лёгкая атлетика
Мужчины
Технические дисциплины
| Дисциплина    | Спортсмен    | Квалификация | Квалификация | Финал     | Финал |
| Дисциплина    | Спортсмен    | Результат    | Место        | Результат | Место |
| ------------- | ------------ | ------------ | ------------ | --------- | ----- |
| толкание ядра | Элдред Генри |              |              |           |       |

Женщины
Беговые дисциплины
| Дисциплина        | Спортсмен              | Предварительный раунд | Предварительный раунд | Предварительный раунд | Четвертьфиналы | Четвертьфиналы | Четвертьфиналы | Полуфиналы | Полуфиналы | Полуфиналы | Финал | Финал |
| Дисциплина        | Спортсмен              | Забег                 | Время                 | Место                 | Забег          | Время          | Место          | Забег      | Время      | Место      | Время | Место |
| ----------------- | ---------------------- | --------------------- | --------------------- | --------------------- | -------------- | -------------- | -------------- | ---------- | ---------- | ---------- | ----- | ----- |
| бег на 100 метров | Тахесия Харриган-Скотт |                       |                       |                       |                |                |                |            |            |            |       |       |
| бег на 200 метров | Эшли Келли             |                       |                       |                       |                |                |                |            |            |            |       |       |